# Ruth Kantorowicz
Ruth Kantorowicz (* 7. Januar 1901 in Hamburg; † 9. August 1942 im KZ Auschwitz) war eine deutsche römisch-katholische Märtyrerin und Opfer des Holocaust.

## Leben
Ruth Kantorowicz wuchs als Tochter eines jüdischen Arztes in Hamburg auf. Sie machte 1921 Abitur und studierte Volkswirtschaft in Hamburg und Kiel. 1926 bestand sie in Kiel die Prüfung zum Diplomvolkswirt. Sie ging an die Universität Berlin und wurde dort 1930 mit der Arbeit Die Wirklichkeitsnähe nationalökonomischer Theorie. Mit einer Anwendung auf die Theorien von Friedrich von Gottl-Ottlilienfeld und Joseph Schumpeter (Dünnhaupt, Dessau 1930) promoviert. Sie war 1930–1931 an der Pädagogischen Akademie Cottbus als Sekretärin, dann bis September 1933 in den Bücherhallen Hamburg tätig.
Unter dem Einfluss von Edith Stein (die sie über Edith Steins Schwester Else Gordon, 1876–1956, kannte, die in Hamburg Frau eines Arztes war) trat sie am 8. September 1934 zum katholischen Glauben über. 1935 ging sie nach Köln, um in der Nähe von Edith Stein zu sein. 1935 wurde sie in St. Pantaleon gefirmt. Am 15. September 1936 trat sie als Postulantin in das Karmelitinnenkloster Maastricht ein, wurde aber nicht als Novizin angenommen und ging deshalb zu den Ursulinen nach Venlo. Dort arbeitete sie nach 1940 an einer Abschrift des Manuskriptes Kreuzeswissenschaft von Edith Stein.
Als katholische Christin jüdischer Herkunft wurde sie am 2. August 1942 von dem nationalsozialistischen Besatzungs-Regime festgenommen und kam über das Durchgangslager Amersfoort in das Durchgangslager Westerbork, wo sie mit Edith Stein zusammentraf. Dort begann am 8. August 1942 der Abtransport in das Vernichtungslager Auschwitz. Sie starb spätestens am 30. September. Das NIOD Institut für Kriegs-, Holocaust- und Genozidstudien hat ihre Daten erfasst.

## Gedenken
Die deutsche Römisch-katholische Kirche hat Ruth Kantorowicz als Märtyrerin aus der Zeit des Nationalsozialismus in das deutsche Martyrologium des 20. Jahrhunderts aufgenommen.
In Hamburg wurde in der Eimsbütteler Chaussee 63 zu ihrem Gedenken ein Stolperstein verlegt.